# Gare de Middelbourg
La gare de Middelbourg (en néerlandais station Middelburg) est une gare néerlandaise située à Middelbourg, dans la province de la Zélande.

## Situation ferroviaire
La gare est située sur la ligne Rosendael - Flessingue, desservant la péninsule zélandaise formée par Zuid-Beveland et Walcheren.

## Service voyageurs
Les trains s'arrêtant à la gare de Middelbourg font partie du service assuré par les Nederlandse Spoorwegen reliant Flessingue à Rosendaël, régulièrement en service continu jusqu'à Amsterdam.